# Amida de litio
La amida de litio o azanida de litio es un compuesto inorgánico cuya fórmula química es LiNH2. Es un sólido blanco con una estructura cristalina tetragona. La amida de litio puede obtenerse tratando litio metálico con amoníaco líquido:
2 Li + 2 NH3 → 2 LiNH2 + H2

## Otras amidas de litio
Las bases conjugadas de las aminas se conocen como amidas. Así, una amida de litio también puede referirse a cualquier compuesto de la clase de la sal de litio de una amina. Estos compuestos tienen la forma general LiNR2, con la propia amida de litio química como estructura parental. Las amidas de litio más comunes son la diisopropilamida de litio (LDA), la tetrametilpiperidida de litio (LiTMP) y la hexametildisilazida de litio (LiHMDS). Se producen por reacción del metal Li con la amina apropiada:
2 Li + 2 R2NH → 2 LiNR2 + H2
Las amidas de litio son compuestos muy reactivos. En concreto, son bases fuertes.

### Ejemplos
La tetrametilpiperidida de litio se ha cristalizado como un tetrámero: Por otro lado, el derivado de litio de la bis(1-feniletil)amina cristaliza como un trímero:
|  |  |

También es posible fabricar oligómeros mixtos de alcóxidos metálicos y amidas, que están relacionados con las superbases, que son mezclas de alcóxidos metálicos y alquilos. Los oligómeros cíclicos se forman cuando el nitrógeno de la amida forma un enlace sigma con un litio, mientras que el par solitario del nitrógeno se une a otro centro metálico.
En general, se considera que otros compuestos organolíticos (como el BuLi) existen y funcionan a través de especies agregadas de alto orden.